# John Stefanos Paraskevopoulos
John Stefanos Paraskevopoulos, grško-južnoafriški astronom, * 20. junij 1889, Pirej, Grčija, † 15. marec 1951.

## Življenje in delo
Rojen je leta 1889 v Pireju (moderna grščina Πειραιεύς). Diplomiral je na Univerzi v Atenah. Med balkanskima vojnama in v prvi svetovni vojni je služboval v grški armadi. V letu 1919 je odšel za dve leti v ZDA, kjer je delal tudi na Observatoriju Yerkes. V letu 1921 se je vrnil v Grčijo, kjer je postal predstojnik Observatorija Atene. Za tem je odšel v Arequipo v Peruju, kjer je delal na Postaji Boyden, ki pripada Observatoriju Harvard. Observatorij Boyden so preselili v Južno Afriko zaradi boljših vremenskih pogojev. Paraskevoulos je tam deloval kot predstojnik Observatorija Boyden med letoma 1927 in 1951. Odkril je več kometov.

## Priznanja
Poimenovanja
Na Luni so po njem poimenovali krater Paraskevopoulos.